# توم فولر
توم فولر هو لاعب هوكي الجليد كندي، ولد في 18 مايو 1924، وتوفي في 14 يونيو 1994.

## وصلات خارجية
- توم فولر على موقع دوري الهوكي الوطني (الإنجليزية)
- توم فولر على موقع قاعة مشاهير الهوكي (لاعب أن.إتش.أل) (الإنجليزية)
- توم فولر على موقع EliteProspects.com (الإنجليزية)
- توم فولر على موقع HockeyDB.com (الإنجليزية)
- توم فولر على موقع Hockey-Reference.com (الإنجليزية)